# Pseudo-Maurycy
Pseudo-Maurycy (przełom VI i VII wieku), nieznanego pochodzenia, autor traktatu o działaniach wojennych Strategikon.
Autorstwo dzieła tradycyjnie przypisywano bizantyjskiemu cesarzowi Maurycjuszowi, lecz nowsze badania podają to w wątpliwość. Przypuszcza się, iż tekst ten został napisany przez cesarskiego brata, bądź przez kogoś z dworu Maurycjusza. Istnieją także hipotezy, według których dzieło powstało później, nawet w początkach VIII wieku. W jego tekście znajdują się informacje o kulturze materialnej i taktyce wojennej Słowian.